# My Big Fat Greek Wedding
 My Big Fat Greek Wedding és una pel·lícula estatunidenco-canadenca dirigida per Joel Zwick el 2002 i produïda per la societat Playtone i els productors Tom Hanks i Gary Goetzman.

## Argument
La Toula Portokalos és una jove grega de trenta anys que ha viscut sempre amb els seus pares, als afores de Chicago, al si d'una família nombrosa i practicant que no desitja més que una cosa per a la jove: que faci un bonic i gran matrimoni, i sobretot que sigui amb un grec.
La seva petita vida tranquil·la es reparteix entre la seva feina al restaurant familiar i els seus penediments per no poder portar una vida diferent. Tot canvia el dia en què la seva tia accepta oferir-li una feina a la seva agència de viatge. Llavors coneix Ian Miller, un jove professor Wasp i vegetarià, del qual s'enamorarà, i per l'amor i l'acceptació del qual haurà de combatre la intolerància dels seus.
Originalment es tractava d'una obra teatral muntada per l'actriu principal, Nia Vardalos. L'actor Tom Hanks i la seva dona. Després d'haver vist l'obra, li van proposar produir-ne una adaptació al cinema.

## Repartiment
- Nia Vardalos: Fotoula « Toula » Portokalos
- John Corbett: Ian Miller
- Michael Constantine: Kostas « Gus » Portokalos
- Lainie Kazan: Maria Portokalos
- Andrea Martin: Tia Voula
- Stavroula Logothettis: Athena Portokalos
- Louis Mandylor: Nick Portokalos
- Gia Carides: Cousin Nikki
- Joey Fatone: Cousin Angelo
- Bruce Gray: Rodney Miller
- Fiona Reid: Harriet Miller
- Arielle Sugarman: Paris Miller
- Jayne Eastwood: Sra. White
- Ian Gomez: Mike

## Premis i nominacions

### Nominacions
- 2003. Oscar al millor guió original per Nia Vardalos
- 2003. Globus d'Or a la millor pel·lícula musical o còmica
- 2003. Globus d'Or a la millor actriu musical o còmica per Nia Vardalos